# 森隆志
森 隆志（もり たかし、1964年〈昭和39年〉1月12日 - ）は、日本の運輸・国土交通技官。

## 来歴
福井県福井市出身。福井市宝永小学校、福井市進明中学校、福井県立藤島高等学校を経て、東京大学理学部地球物理学科を卒業。1988年（昭和63年）、気象庁に入庁。気象庁の志望動機について森は「雪が好きで、小学生の時から気象台に入りたかった」とし、小学校高学年の頃からNHKラジオ第2放送の気象通報を聞きながら天気図を書いたり、「どうやったら気象台に入れるか」と福井地方気象台に電話をすることもあったという。
入庁後、札幌管区気象台技術部長、総務部航空気象管理官、観測部気象衛星課長、同部計画課長、総務部企画課長などを歴任。気象衛星課長在任中、ひまわり8号の打ち上げを担当。阪神・淡路大震災発生時には国土庁防災局の地震担当の係長として対応にあたった。
2019年（平成31年）4月1日、大阪管区気象台長に就任。
2020年（令和2年）4月1日、地震火山部長に就任。
2022年（令和4年）4月1日、大気海洋部長に就任。
2023年（令和5年）1月5日、気象防災監に就任。在任中、同年7月に発生した秋田県の大雨に際し、長官代理として内閣総理大臣官邸で岸田文雄首相に大雨の概要を説明した。
2024年（令和6年）1月17日、気象庁長官に就任。当初は1月10日付で就任する予定だったが、能登半島地震への対応を優先するため延期となっていた。在任中は能登半島地震の対応に当たった他、線状降水帯の「半日前予測」を府県単位で発表する運用を開始し、運用開始以来初めて南海トラフ地震臨時情報を発表するなどした。2025年（令和7年）1月17日、辞職。

## 人物
- 気象防災監時点で内閣総理大臣官邸から1キロメートルの距離にある宿舎に居住しており、すぐに駆けつけられるように電動自転車のタイヤの空気圧やバッテリー残量を常にチェックしているという[15]。
- 2004年に発生した福井豪雨では、帰省先の実家で被災しており、実家は床下浸水の被害を受けた[15]。